# Ricardo Mangue Obama Nfubea
Ricardo Mangue Obama Nfubea est un homme d'État équatoguinéen, Premier ministre du 14 août 2006 au 4 juillet 2008. Il est le premier membre de l'ethnie fang à occuper ce poste.

## Biographie
Avocat de profession, Mangue Obama est membre du Parti démocratique de Guinée équatoriale.
Il est précédemment second vice-Premier ministre au sein du gouvernement dirigé par Miguel Abia Biteo Boricó, et occupe également les postes de ministre du Travail et de ministre de l'Éducation.
Le 4 juillet 2008, Mangue présente sa démission au président Teodoro Obiang, affirmant qu'il n'avait « pas pu atteindre tous les souhaits de Son Excellence le président de la République, de faire de notre pays, un pays développé et prospère ».